# Sistema de regs de l'Horta de Gandia
El sistema de regs de l'Horta de Gandia és un sistema de distribució d'aigua, d'origen romà i molt millorat pels àrabs, que irriga l'Horta de Gandia. En establir un sistema de distribució i una infraestructura que garantix l'abastament constant, tant als cultius intensius, poblacións, així com a les indústries, basades en l'aprofitament de la força motriu de l'aigua, que ha constituït un element fonamental en el desenvolupament social i econòmic de la zona agrícola de cultius intensius regada pel curs baix del riu Serpis i el seu afluent més important, el Vernissa.
L'aigua derivada dels rius Serpis i Vernissa, mitjançant una presa (assut), es canalitza a través de séquies, que a la vegada es van diversificant successivament en arribar als partidors d'aigües. Els partidors d'aigües són edificacions hidràuliques construïdes per dividir l'aigua, com la Casa Fosca (segle XV) o la Casa Clara (segle xvi) a Potries, que garantixen la correcta divisió perquè l'aigua arribe a tots els punts de l'horta. Tot un conjunt patrimonial relacionat amb la xarxa de distribució de l'aigua, en una comarca eminentment agrícola i de regadiu. El sistema és basat en la proporcionalitat, i pel qual cada porció de terreny amb dret al reg rep la part proporcional de l'aigua disponible.
El seu sistema d'irrigació és una herència romana, posteriorment, molt millorada pels àrabs, que ha arribat als nostres dies quasi intacta. El 1244, Jaume I, després de la conquesta cristiana del castell de Bairén, va concedir a Peregrí d'Atrossillo, el document on s'establien totes les estipulacions de la distribució de les aigües de l'Horta de Gandia. Encara es mantenen en vigor aquelles normes que regien les comunitats de regants dels dos rius.

## Les infraestructures actuals
La infraestructura cabdal és el pantà de Beniarrés (Comtat), amb 30 hm³ de capacitat. A partir de l'Orxa el llit del riu s'estreny i discorre per un angost congost entre la serra d'Agullent per l'esquerra i el massís de la Safor per la dreta. Este tram encaixonat es denomina popularment el Barranc de l'Infern. A l'eixida d'este estret corredor, l'assut de Vilallonga, al costat de l'antic molí, desvia un xicotet cabal d'aigua per a regar algunes hortes i molins dels voltants del poble. Baixant el curs del riu i a l'est del terme de Vilallonga, es troba l'assut d'En Carròs, canalitzador i distribuidor de l'aigua. Per l'esquerra un canal desvia aigua cap a les partides municipals d'Ador i Palma, amb l'agua que prové de la séquia d'En Marc, un quilòmetre més avall del curs del riu. Estes dos séquies reguen la partida supramunicial de l'Alfàs, repartida entre Ador, Palma, el Real, Potries, Beniflà i Beniarjó. La séquia de Vernissa, amb l'aigua dels dos anteriors, rega un extens territori al Real i Gandia situat a l'esquerra del riu Serpis.

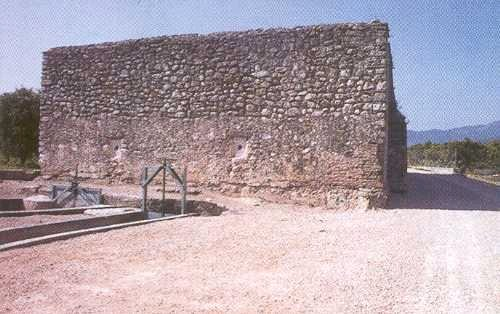
La Casa Clara.

Per la dreta, l'assut d'En Carròs, desvia un cabal prou important per la séquia Reial d'Alcoi, que rega la ribera dreta del riu fins a les partides rurals de l'est i nord d'Oliva. La comunitat de regants dirigix la distribució de l'aigua a través d'un sindicat general i de quatre juntes de séquia. La séquia Reial d'Alcoi canalitza l'aigua fins al terme de Potries, al partidor històric de la Casa Fosca. La Casa Fosca dividix en dos la séquia Reial d'Alcoi, amb la del Rebollet, a la dreta, que rega les partides que estan situades als peus de la serra de les Fontanelles: a Potries (Catorzena, Campín, Redó, Rebollet, Magre, Ponzilers, Xop, Moratal, Comte, Molines), la Font (Camí de Gandia, De Sort, Denes, Rabat, Foieta, Quinzena, Foia del Rebollet, Camí de Beniarjó,Cama-roja, Horteta, Vall i Jovada) i nord-est d'Oliva (Xeresa, Calçada, Pontins, Ull de Molar, Camí de la Mar, De les Fonts i Regnou); i la de l'esquerra, la séquia Comuna de Gandia i Oliva, que a 800 metres, a la Casa Clara, es torna a partir.
La Casa Clara partix la séquia Comuna de Gandia i Oliva, dos: la séquia Comuna de Gandia i la séquia Comuna d'Oliva. La séquia Comuna de Gandia, rega partides municipals d'Almoines, el nord de Bellreguard (Fil del Poble, el Velló), Beniarjó (Tibla, Hortetes, Portal, Marjal, Galca, Pardines i Antigoreta), Beniflà, Miramar, Guardamar de la Safor, Gandia (Benieto, el Rajolar, Sanxo Llop i Rafalcaïd) i Daimús. La séquia Comuna d'Oliva, desvia les aigües cap a les partides rurals dels termes municipals de Potries (amb una altra divisió d'aigües al cano de Sotaia), la Font d'en Carròs i Rafelcofer. A Rafelcofer el cano de l'Alcudiola trau un braçal que es dirigix cap al nord-est (la séquia Mare), cap a partides de Rafelcofer (Sotaia, el Racó i Huitena), Bellreguard (Sotaia), Guardamar de la Safor, Miramar i Palmera. La Comuna d'Oliva continua, i rega partides als termes l'Alqueria de la Comtessa (Calapatar, Pedregals, el fil del Poble, el Rabat…), Piles i Oliva (Rafalatar, Rossell, Enmig, la Torre).
Els pobles situats al centre de l'Horta de Gandia (Rafelcofer, Bellreguard, Palmera i Piles), reben les aigües de les dos séquies Comunes, mitjançant diversos fils d'aigua que reguen distintes partides rurals d'un mateix terme municipal. Així com a la Font d'en Carròs i Oliva, amb les séquies del Rebollet i Comuna d'Oliva.

## La Ruta de l'Aigua
A Potries hi ha la Ruta de l'Aigua que és un itinerari al llarg de tots estos elements, un recorregut per camins i senders rurals amb senyalització i plafons d'informació al costat dels elements visitables, i que en conjunt suposa una lliçó d'història que permet entendre un poc millor l'evolució socioeconòmica de l'Horta de Gandia.